# Hyposmocoma
Genre
Hyposmocoma est un genre de lépidoptères (papillons) de la famille des Cosmopterigidae.

## Nom
Butler décrit ce genre en le nommant Hyposmochoma en 1881, mais fait une légère faute d'orthographe. En effet les termes ὑπό (hypό-, « sous ») et ὀσμή (osmế, « odeur ») ne veulent rien dire avec χῶμα (chỗma, « terrasse, tombe »). Ce que voulait exprimer Butler c'est que ce papillon possède des poils odoriférants sur sa paire d'ailes postérieures, ce qu'il aurait dû faire en nommant ce genre Hyposmocoma avec κόμη (kómê, « pelage »). L'erreur est dénoncée rapidement par Walsingham et fait l'objet d'une requête à l'ICZN mais certains auteurs écrivent encore Hyposmochoma.

## Liste des espèces
- Hyposmocoma abjecta (Butler, 1881)
- Hyposmocoma adelphella Walsingham, 1907
- Hyposmocoma adjacens Walsingham, 1907
- Hyposmocoma admirationis Walsingham, 1907
- Hyposmocoma adolescens Walsingham, 1907
- Hyposmocoma advena Walsingham, 1907
- Hyposmocoma agnetella (Walsingham, 1907)
- Hyposmocoma albifrontella Walsingham, 1907
- Hyposmocoma albocinerea (Walsingham, 1907)
- Hyposmocoma albonivea Walsingham, 1907
- Hyposmocoma alliterata Walsingham, 1907
- Hyposmocoma alticola Myrich, 1915
- Hyposmocoma alveata (Meyrick, 1915)
- Hyposmocoma anisoplecta Meyrick, 1915
- Hyposmocoma anthinella (Walsingham, 1907)
- Hyposmocoma arenella Walsingham, 1907
- Hyposmocoma argentea Walsingham, 1907
- Hyposmocoma argentifera (Walsingham, 1907)
- Hyposmocoma argomacha Meyrick, 1935
- Hyposmocoma argyresthiella (Walsingham, 1907)
- Hyposmocoma arundinicolor (Walsingham, 1907)
- Hyposmocoma aspersa (Bulter, 1882)
- Hyposmocoma atrovittella Walsingham, 1907
- Hyposmocoma auripennis (Butler, 1881)
- Hyposmocoma auroargentea Walsingham, 1907
- Hyposmocoma auropurpurea Walsingham, 1907
- Hyposmocoma bacillella Walsingham, 1907
- Hyposmocoma barbata Walsingham, 1907
- Hyposmocoma basivittata (Walsingham, 1907)
- Hyposmocoma bella Walsingham, 1907
- Hyposmocoma belophora Walsingham, 1907
- Hyposmocoma bilineata Walsingham, 1907
- Hyposmocoma bitincta (Walsingham, 1907)
- Hyposmocoma blackburnii Butler, 1881
- Hyposmocoma brevistrigata Walsingham, 1907
- Hyposmocoma butalidella Walsingham, 1907
- Hyposmocoma caecinervis Meyrick, 1928
- Hyposmocoma calva Walsingham, 1907
- Hyposmocoma candidella (Walsingham, 1907)
- Hyposmocoma canella Walsingham, 1907
- Hyposmocoma carbonenotata Walsingham, 1907
- Hyposmocoma carnea Walsingham, 1907
- Hyposmocoma catapyrrha (Meyrick, 1935)
- Hyposmocoma centralis Walsingham, 1907
- Hyposmocoma centronoma Meyrick, 1935
- Hyposmocoma chilonella Walsingham, 1907
- Hyposmocoma chloraula Meyrich, 1928
- Hyposmocoma cincta Walsingham, 1907
- Hyposmocoma cinereosparsa Walsingham, 1907
- Hyposmocoma cleodorella (Walsingham, 1907)
- Hyposmocoma columbella (Walsingham, 1907)
- Hyposmocoma commensella Walsingham, 1907
- Hyposmocoma communis (Swezey, 1946)
- Hyposmocoma complanella (Walsingham, 1907)
- Hyposmocoma conditella Walsingham, 1907
- Hyposmocoma confusa (Walsingham, 1907)
- Hyposmocoma continuella Walsingham, 1907
- Hyposmocoma coprosmae (Swezey, 1920)
- Hyposmocoma corticicolor (Walsingham, 1907)
- Hyposmocoma coruscans (Walsingham, 1907)
- Hyposmocoma corvina (Butler, 1881)
- Hyposmocoma costimaculata Walsingham, 1907
- Hyposmocoma cristata (Butler, 1881)
- Hyposmocoma crossotis Meyrick, 1915
- Hyposmocoma cryptogamiella (Walsingham, 1907)
- Hyposmocoma cuprea (Walsingham, 1907)
- Hyposmocoma cupreomaculata Walsingham, 1907
- Hyposmocoma diffusa (Walsingham, 1907)
- Hyposmocoma digressa (Walsingham, 1907)
- Hyposmocoma discella Walsingham, 1907
- Hyposmocoma discolor Walsingham, 1907
- Hyposmocoma divergens (Walsingham, 1907)
- Hyposmocoma divisa Walsingham, 1907
- Hyposmocoma domicolens (Butler, 1881)
- Hyposmocoma dorsella Walsingham, 1907
- Hyposmocoma ekaha Swezey, 1910
- Hyposmocoma elegans (Walsingham, 1907)
- Hyposmocoma elegantula (Swezey, 1934)
- Hyposmocoma eleuthera (Walsingham, 1907)
- Hyposmocoma emendata Walsingham, 1907
- Hyposmocoma empedota Meyrick, 1915
- Hyposmocoma empertra (Meyrick, 1915)
- Hyposmocoma endryas Meyrick, 1915
- Hyposmocoma enixa Walsingham, 1907
- Hyposmocoma ensifer Walsingham, 1907
- Hyposmocoma epicharis Walsingham, 1907
- Hyposmocoma erebogramma (Meyrick, 1935)
- Hyposmocoma erismatias Meyrick, 1935
- Hyposmocoma evanescens Walsingham, 1907
- Hyposmocoma exaltata (Walsingham, 1907)
- Hyposmocoma exornata Walsingham, 1907
- Hyposmocoma exsul (Walsingham, 1907)
- Hyposmocoma fallacella Walsingham, 1907
- Hyposmocoma falsimella Walsingham, 1907
- Hyposmocoma ferruginea (Swezey, 1915)
- Hyposmocoma fervida Walsingham, 1907
- Hyposmocoma filicivora Meyrick, 1935
- Hyposmocoma flavicosta (Walsingham, 1907)
- Hyposmocoma flavipalpis (Walsingham, 1907)
- Hyposmocoma fluctuosa (Walsingham, 1907)
- Hyposmocoma fractinubella Walsingham, 1907
- Hyposmocoma fractistriata Walsingham, 1907
- Hyposmocoma fractivittella Walsingham, 1907
- Hyposmocoma fugitiva (Walsingham, 1907)
- Hyposmocoma fulvida Walsingham, 1907
- Hyposmocoma fulvocervina Walsingham, 1907
- Hyposmocoma fulvogrisea (Walsingham, 1907)
- Hyposmocoma fuscodentata (Walsingham, 1907)
- Hyposmocoma fuscofusa (Walsingham, 1907)
- Hyposmocoma fuscopurpurata Zimmerman, 1978
- Hyposmocoma fuscopurpurea Walsingham, 1907
- Hyposmocoma fuscotogata Walsingham, 1907
- Hyposmocoma geminella Walsingham, 1907
- Hyposmocoma genitalis Walsingham, 1907
- Hyposmocoma hemicasis Meyrick, 1935
- Hyposmocoma hirsuta (Walsingham, 1907)
- Hyposmocoma homopyrrha (Meyrick, 1935)
- Hyposmocoma humerella (Walsingham, 1907)
- Hyposmocoma humerovittella Walsingham, 1907
- Hyposmocoma hygroscopa Meyrick, 1935
- Hyposmocoma illuminata Walsingham, 1907
- Hyposmocoma impunctata Walsingham, 1907
- Hyposmocoma incongrua (Walsingham, 1907)
- Hyposmocoma indicella Walsingham, 1907
- Hyposmocoma inflexa Walsingham, 1907
- Hyposmocoma insinuatrix Meyrick, 1928
- Hyposmocoma intermixta Walsingham, 1907
- Hyposmocoma inversella Walsingham, 1907
- Hyposmocoma iodes Walsingham, 1907
- Hyposmocoma irregularis Walsingham, 1907
- Hyposmocoma jugifera Meyrick, 1928
- Hyposmocoma kauaiensis (Walsingham, 1907)
- Hyposmocoma labetella Walsingham, 1907
- Hyposmocoma lacertella Walsingham, 1907
- Hyposmocoma lactea Walsingham, 1907
- Hyposmocoma lacticretella Walsingham, 1907
- Hyposmocoma latiflua Meyrick, 1915
- Hyposmocoma leporella Walsingham, 1907
- Hyposmocoma lichenalis (Walsingham, 1907)
- Hyposmocoma lignicolor (Walsingham, 1907)
- Hyposmocoma lignivora (Butler, 1897)
- Hyposmocoma limata Walsingham, 1907
- Hyposmocoma lineata Walsingham, 1907
- Hyposmocoma liturata Walsingham, 1907
- Hyposmocoma lixiviella Walsingham, 1907
- Hyposmocoma longisquamella (Walsingham, 1907)
- Hyposmocoma longitudinalis Walsingham, 1907
- Hyposmocoma lucifer Walsingham, 1907
- Hyposmocoma ludificata Walsingham, 1907
- Hyposmocoma lugens Walsingham, 1907
- Hyposmocoma lunifer Walsingham, 1907
- Hyposmocoma lupella Walsingham, 1907
- Hyposmocoma mactella (Walsingham, 1907)
- Hyposmocoma maestella Walsingham, 1907
- Hyposmocoma malacopa Meyrick, 1915
- Hyposmocoma malornata Walsingham, 1907
- Hyposmocoma margella (Walsingham, 1907)
- Hyposmocoma marginenotata Walsingham, 1907
- Hyposmocoma mediella Walsingham, 1907
- Hyposmocoma mediocris (Walsingham, 1907)
- Hyposmocoma mediospurcata Walsingham, 1907
- Hyposmocoma memo (Walsingham, 1907)
- Hyposmocoma mesorectis Meyrick, 1915
- Hyposmocoma metallica Walsingham, 1907
- Hyposmocoma metrosiderella Walsingham, 1907
- Hyposmocoma mimema Walsingham, 1907
- Hyposmocoma mimica Walsingham, 1907
- Hyposmocoma modesta Walsingham, 1907
- Hyposmocoma montivolans (Butler, 1882)
- Hyposmocoma mormopica (Meyrick, 1935)
- Hyposmocoma municeps (Walsingham, 1907)
- Hyposmocoma mystodoxa Meyrick, 1915
- Hyposmocoma nebulifera Walsingham, 1907
- Hyposmocoma neckerensis (Swezey, 1926)
- Hyposmocoma nemoricola (Walsingham, 1907)
- Hyposmocoma nephelodes Walsingham, 1907
- Hyposmocoma niger Walsingham, 1907
- Hyposmocoma nigralbida Walsingham, 1907
- Hyposmocoma nigrescens Walsingham, 1907
- Hyposmocoma nigrodentata Walsingham, 1907
- Hyposmocoma ningorella (Walsingham, 1907)
- Hyposmocoma ningorifera (Walsingham, 1907)
- Hyposmocoma nipholoncha Meyrick, 1935
- Hyposmocoma niveiceps Walsingham, 1907
- Hyposmocoma nividorsella Walsingham, 1907
- Hyposmocoma notabilis Walsingham, 1907
- Hyposmocoma numida Walsingham, 1907
- Hyposmocoma obliterata Walsingham, 1907
- Hyposmocoma ocellata Walsingham, 1907
- Hyposmocoma ochreocervina Walsingham, 1907
- Hyposmocoma ochreociliata Walsingham, 1907
- Hyposmocoma ochreovittella Walsingham, 1907
- Hyposmocoma oculifera Walsingham, 1907
- Hyposmocoma ossea Walsingham, 1907
- Hyposmocoma oxypetra Meyrick, 1935
- Hyposmocoma pallidipalpis Walsingham, 1907
- Hyposmocoma palmifera (Meyrick, 1935)
- Hyposmocoma palmivora Meyrick, 1928
- Hyposmocoma paltodorella (Walsingham, 1907)
- Hyposmocoma paradoxa Walsingham, 1907
- Hyposmocoma parda (Butler, 1881)
- Hyposmocoma partita Walsingham, 1907
- Hyposmocoma passerella (Walsingham, 1907)
- Hyposmocoma patriciella Walsingham, 1907
- Hyposmocoma persimilis Walsingham, 1907
- Hyposmocoma petalifera Walsingham, 1907
- Hyposmocoma petroptilota (Walsingham, 1907)
- Hyposmocoma petroscia Meyrick, 1915
- Hyposmocoma phalacra Walsingham, 1907
- Hyposmocoma phantasmatella Walsingham, 1907
- Hyposmocoma pharsotoma Meyrick, 1915
- Hyposmocoma philocharis (Meyrick, 1915)
- Hyposmocoma picticornis Walsingham, 1907
- Hyposmocoma pittospori (Swezey, 1954)
- Hyposmocoma plumbifer (Walsingham, 1907)
- Hyposmocoma pluviella (Walsingham, 1907)
- Hyposmocoma poeciloceras (Walsingham, 1907)
- Hyposmocoma polia (Walsingham, 1907)
- Hyposmocoma praefracta (Meyrick, 1935)
- Hyposmocoma pritchardiae (Swezey, 1933)
- Hyposmocoma progressa Walsingham, 1907
- Hyposmocoma prophantis Meyrick, 1915
- Hyposmocoma propinqua Walsingham, 1907
- Hyposmocoma psaroderma (Walsingham, 1907)
- Hyposmocoma pseudolita Walsingham, 1907
- Hyposmocoma pucciniella Walsingham, 1907
- Hyposmocoma puncticiliata (Walsingham, 1907)
- Hyposmocoma punctifumella Walsingham, 1907
- Hyposmocoma punctiplicata Walsingham, 1907
- Hyposmocoma quadristriata Walsingham, 1907
- Hyposmocoma quinquemaculata Walsingham, 1907
- Hyposmocoma radiatella Walsingham, 1907
- Hyposmocoma rediviva (Walsingham, 1907)
- Hyposmocoma repandella (Walsingham, 1907)
- Hyposmocoma rhabdophora Walsingham, 1907
- Hyposmocoma roseofulva Walsingham, 1907
- Hyposmocoma rotifer (Walsingham, 1907)
- Hyposmocoma rubescens Walsingham, 1907
- Hyposmocoma rutilella (Walsingham, 1907)
- Hyposmocoma sabulella Walsingham, 1907
- Hyposmocoma saccophora Walsingham, 1907
- Hyposmocoma sagittata (Walsingham, 1907)
- Hyposmocoma saliaris Walsingham, 1907
- Hyposmocoma scandens Walsingham, 1907
- Hyposmocoma scapulella (Walsingham, 1907)
- Hyposmocoma scepticella Walsingham, 1907
- Hyposmocoma schismatica Walsingham, 1907
- Hyposmocoma sciurella (Walsingham, 1907)
- Hyposmocoma scolopax Walsingham, 1907
- Hyposmocoma semicolon (Walsingham, 1907)
- Hyposmocoma semifusa (Walsingham, 1907)
- Hyposmocoma semifuscata Walsingham, 1907
- Hyposmocoma semiusta (Walsingham, 1907)
- Hyposmocoma sideritis Walsingham, 1907
- Hyposmocoma sideroxyloni (Swezey, 1932)
- Hyposmocoma similis Walsingham, 1907
- Hyposmocoma somatodes Walsingham, 1907
- Hyposmocoma sordidella (Walsingham, 1907)
- Hyposmocoma spurcata (Walsingham, 1907)
- Hyposmocoma stigmatella Walsingham, 1907
- Hyposmocoma straminella Walsingham, 1907
- Hyposmocoma subargentea Walsingham, 1907
- Hyposmocoma subaurata (Walsingham, 1907)
- Hyposmocoma subcitrella Walsingham, 1907
- Hyposmocoma subeburnea (Walsingham, 1907)
- Hyposmocoma subflavidella Walsingham, 1907
- Hyposmocoma sublimata Walsingham, 1907
- Hyposmocoma subnitida Walsingham, 1907
- Hyposmocoma subocellata (Walsingham, 1907)
- Hyposmocoma suborella Walsingham, 1907
- Hyposmocoma subscolopax Walsingham, 1907
- Hyposmocoma subsericea Walsingham, 1907
- Hyposmocoma suffusa Walsingham, 1907
- Hyposmocoma suffusella Walsingham, 1907
- Hyposmocoma swezeyi (Busck, 1914)
- Hyposmocoma syrrhaptes Walsingham, 1907
- Hyposmocoma tarsimaculata Walsingham, 1907
- Hyposmocoma tenuipalpis Walsingham, 1907
- Hyposmocoma terminella (Walsingham, 1907)
- Hyposmocoma tetraonella Walsingham, 1907
- Hyposmocoma thermoxyla Meyrick, 1915
- Hyposmocoma thiatma Meyrick, 1935
- Hyposmocoma thoracella Walsingham, 1907
- Hyposmocoma tigrina (Butler, 1881)
- Hyposmocoma tischeriella (Walsingham, 1907)
- Hyposmocoma tomentosa Walsingham, 1907
- Hyposmocoma torella Walsingham, 1907
- Hyposmocoma torquata Walsingham, 1907
- Hyposmocoma trichophora (Walsingham, 1907)
- Hyposmocoma tricincta Walsingham, 1907
- Hyposmocoma trifasciata (Swezey, 1915)
- Hyposmocoma trilunella Walsingham, 1907
- Hyposmocoma trimaculata Walsingham, 1907
- Hyposmocoma trimelanota Meyrick, 1935
- Hyposmocoma tripartita Walsingham, 1907
- Hyposmocoma triptila Meyrick, 1915
- Hyposmocoma trivitella (Swezey, 1913)
- Hyposmocoma trossulella Walsingham, 1907
- Hyposmocoma turdella Walsingham, 1907
- Hyposmocoma unicolor (Walsingham, 1907)
- Hyposmocoma unistriata Walsingham, 1907
- Hyposmocoma vermiculata Walsingham, 1907
- Hyposmocoma veterella (Walsingham, 1907)
- Hyposmocoma vicina Walsingham, 1907
- Hyposmocoma vinicolor Walsingham, 1907
- Hyposmocoma virgata Walsingham, 1907

### Publication originale
- AG Butler, On the collection of Nocturnal Lepidoptera from the Hawaiian Islands, Annals and Magazine of Natural History (5)7(40): 317-333 (1881)